# Bedford TM
De Bedford TM was een zware vrachtwagen voor het Britse leger. Het werd in de jaren 80 gemaakt door Bedford Vehicles, een dochteronderneming van General Motors.

## Geschiedenis
In de jaren 70 begon het Britse leger naar een opvolger te zoeken voor de Bedford MK en de AEC Militant Mark 1. De voorkeur ging uit naar een vierwiel aangedreven voertuig met een laadvermogen van 8 ton. Drie vrachtwagenfabrikanten, Bedford, Foden en Leyland, leverden een prototype. Na uitgebreid testen kwam de Bedford TM 4-4 als beste naar voren. In 1977 kreeg Bedford een order ter waarde van GBP 40 miljoen. De productie ging in 1980 van start en de eerste exemplaren werden in april 1981 geleverd aan de legereenheden.

## Beschrijving
De militaire Bedford was een aanpassing van de TM, met alleen aandrijving op de achterwielen, die voor de civiele markt was ontwikkeld. Het belangrijkste verschil was de vierwielaandrijving (4x4) en een hogere bodemvrijheid. Het laadvermogen werd vastgesteld op 8 ton, het dubbele van de 4 ton die voor de Bedford MK was bepaald. Een aanhangwagen met een maximum totaal gewicht van 10 ton kon worden meegetrokken.
Het voertuig werd uitgerust met een watergekoelde 8,2 liter turbo dieselmotor van Bedford. De motor leverde een vermogen van 206 pk bij 2500 toeren per minuut. De brandstoftanks hadden een capaciteit van 154 liter diesel waarmee het bereik op ongeveer 500 kilometer lag. De versnellingsbak telde zes versnellingen vooruit en een achteruit.
Het voertuig had een standaardindeling; voor de bestuurderscabine met motor en achter de laadruimte. De cabine bood ruimte voor een chauffeur en een passagier. De cabine had een luik in het dak. De laadvloer was van staal met daaroverheen houten planken gemonteerd. De laadvloer was vlak en bood ruimte voor standaardcabines, zes standaard NAVO pallets of voor personeel.

## Versies
De standaardversie kon worden uitgerust met een lier of een hydraulische kraan, geplaatst direct achter de bestuurderscabine, voor het laden en lossen van het voertuig. De kiepwagenversie had een wielbasis van 3,88 meter; dit was 44 centimeter korter dan de standaardversie. Het laadvermogen bleef onveranderd op 8 ton.
Naast de 4x4 versie werd een langere versie ontwikkeld. De Bedford TM 6-6 was 7,5 meter lang en kreeg 6x6 aandrijving. Het laadvermogen werd hiermee verhoogd tot 14 ton. Deze versie kwam vanaf 1986 bij de legereenheden.

## Productie
Van de 4x4 versie zijn meer dan 2100 exemplaren gebouwd en van de Bedford TM 6-6 ruim 1000. Het Britse leger heeft het voornemen om de Bedford TM te vervangen door modernere vrachtwagens van de Duitse vrachtwagenfabrikant MAN.
In 1986 ging Bedford failliet en werd de productie van de Bedford TM gestaakt. Het voertuig was in gebruik bij het Britse leger en werd ook op bescheiden schaal geëxporteerd naar Abu Dhabi, Bahrain en Oman.